# Första dagen på resten av mitt liv
Första dagen på resten av mitt liv är ett studioalbum från 2011 av Kikki Danielsson och hennes första i eget namn sedan 1993, dock fortsatte hon göra studioalbum med Roosarna under resten av 1990-talet.
Albumet gick in på svenska albumlistan, där det med sin tredjeplats första veckan blev högst placerade nykomling. 
I maj 2011 testades låten "Wagon Wheels" på Svensktoppen, men trots två försök  missade den att ta sig in på listan. 

## Låtlista
| Nr  | Titel                                               | Låtskrivare            | Längd |
| --- | --------------------------------------------------- | ---------------------- | ----- |
| 1.  | "Wagon Wheels"                                      | Sulo                   | 03.02 |
| 2.  | "Låt min starka låga brinna"                        | Sulo, Kikki Danielsson | 03.05 |
| 3.  | "Första dagen på resten av mitt liv"                | Sulo                   | 02.40 |
| 4.  | "Wine and Roses"                                    | Sulo                   | 03.42 |
| 5.  | "Varje sång har ett slut"                           | Sulo, Kikki Danielsson | 03.04 |
| 6.  | "Maybe I'll Do" (duett med Sulo)                    | Sulo                   | 03.55 |
| 7.  | "Att få älska och bli älskad igen"                  | Sulo                   | 02.57 |
| 8.  | "Inga lösa skott"                                   | Sulo                   | 02.58 |
| 9.  | "Jag trodde änglarna fanns" (duett med Per Persson) | William Kristoffersen  | 03.33 |
| 10. | "To Know Him Is to Love Him"                        | Phil Spector           | 02.57 |
| 11. | "Backstreets of My Heart"                           | Sulo                   | 03.16 |
| 12. | "En dans; en kyss"                                  | Nisse Hellberg         | 02.31 |
| 13. | "Ringarna på vattnet"                               | Sulo                   | 03.47 |
| 14. | "Let This Light Shine on Forever"                   | Sulo                   | 03.07 |

## Medverkande
- Kikki Danielsson – Sång
- Mats Persson – Trummor (1, 11), kör (1, 11), slagverk (1, 11)
- Per Björling – Bas (1), kör (1, 11)
- Peder af Ugglas – Elgitarr (1, 11), munspel (1), kör (1) slide (11)
- Mats Ronander – Elgitarr (1, 11), munspel (1, 11), kör (1)
- Sulo – Gitarr (1, 2, 3, 7, 14), sång (6)
- Pär Engman – Mandolin (1, 2, 5, 7, 11), kör (1, 2, 3, 4, 5, 6, 7, 9, 10, 11, 12), gitarr (3, 4, 10, 11, 12), elgitarr (4) , banjo (7)
- Nico Röhlke – Mandolin (6)
- Mats Gunnarsson – Saxofon (1, 5, 8, 9, 12), klarinett (10)
- Magnus Jonsson – Trumpet (1, 5, 9, 12), flygelhorn (10)
- Ulrika Beijer – Kör (1, 3, 6, 7, 8, 9, 11, 12), gitarr (3, 5)
- Johan Dereborn – Kör (1, 2, 3, 4, 6, 8, 9, 11, 12), bas (2, 4, 8, 9), elgitarr (3, 4, 5, 8), kör (9, 11)
- Henrik Widén – Klaviatur (1, 3, 4, 5, 6, 7, 8, 9, 10, 11, 12, 14), slagverk (1, 2, 3, 4, 5, 6, 7, 8, 9, 10, 11, 12, 14), trummor (2), Dragspel (2, 8, 14), Kör (3, 8)
- [[[Magnus Eriksson (musiker)|Magnus "Norpan" Eriksson]] – Trummor (2, 3, 14)
- Fredrik Fagerlund – Elgitarr (2, 3, 6, 14)
- Anders Lundström[förtydliga] – Dobro (2, 3), kör (6, 14), dragspel (6)
- Peppe Lindholm – Trummor (4, 9, 12)
- Lars Karlsson – Gitarr (4, 5, 7, 8), elgitarr (8, 9, 12)
- Petter Diamant – Trummor (5, 7, 8)
- Rasmus Diamant – Bas (5)
- Robert Damberg – Fiol (5)
- Johannes Nordell – Trummor (6) , bas (7) , elgitarr (7) , kör (7)
- Martin Tronsson – Bas (6, 14)
- Per Persson – Sång (9)
- Pelle Karlsson – Bas (12), elgitarr (12)
- Mia Bendes – Kör (14)

### Övriga
- Producent - Henrik Widén
- Tekniker - Johan Dereborn
- Mixning - Henrik Widén & Johan Dereborn
- Mastring - Mats Lindfors
- Foto - Emma Svensson
- Omslag - Zion Graphics
- Produktionskoordinator - Lasse Höglund

## Listplaceringar
| Lista (2011) | Topplacering |
| ------------ | ------------ |
| Sverige      | 3            |

### Fotnoter
1. ↑  ”Ginza Musik”. Arkiverad från originalet den 26 april 2011. https://web.archive.org/web/20110426060250/http://www.ginza.se/Product/Product.aspx?Identifier=106606. Läst 13 april 2011.
2. 1 2  ”Norrländska Socialdemokraten”. 15 april 2011. http://www.nsd.se/nyheter/artikel.aspx?ArticleID=6108677. Läst 15 april 2011.
3. 1 2  ”Kristianstadsbladet”. 13 april 2011. Arkiverad från originalet den 9 september 2014. https://web.archive.org/web/20140909004629/http://www.kristianstadsbladet.se/noje/skivrecensioner/article1440925/KikKi-Danielsson-Forsta-dagen-pa-resten-av-mitt-liv.html. Läst 13 april 2011.
4. 1 2 3 4  ”Svenska Dagbladet”. 13 april 2011. http://www.svd.se/kultur/musik/skivor-rec-6-svd-1-c-011-kul-1_6085433.svd. Läst 13 april 2011.
5. ↑  ”Poplight”. 22 mars 2010. Arkiverad från originalet den 22 september 2011. https://web.archive.org/web/20110922082626/http://poplight.zitiz.se/artikel/troett-pa-bra-vibrationer-men-sa-naera-aer-kikki-comebacken. Läst 13 april 2011.
6. ↑  Kikki Danielsson - Första dagen på resten av mitt liv - 2011 (albumkonvolutet).
7. ↑  ”Allehanda”. http://allehanda.se/noje/skivor/1.2950161-en-akta-revanschlusta. Läst 13 april 2011.
8. ↑  ”Västerbottens-Kuriren”. 13 april 2011. Arkiverad från originalet den 16 november 2011. https://web.archive.org/web/20111116072504/http://vk.se/Article.jsp?article=435790. Läst 13 april 2011.
9. ↑  ”Östersunds-Posten”. 13 april 2011. http://op.se/kulturnoje/recensioner/1.2951283-veckans-skivrecensioner. Läst 14 april 2011.
10. ↑  ”Svensk mediedatabas”. Arkiverad från originalet den 9 september 2014. https://web.archive.org/web/20140909031240/http://smdb.kb.se/catalog/id/002713276. Läst 18 maj 2011.
11. ↑  ”Listplacering”. http://www.sverigetopplistan.se/. Läst 22 april 2011.
12. ↑  ”Svensktoppen”. 8 maj 2011. http://sverigesradio.se/sida/topplista.aspx?programid=2023&date=2011-05-15. Läst 15 maj 2011.
13. ↑  ”Svensktoppen”. 22 maj 2011. http://sverigesradio.se/sida/topplista.aspx?programid=2023&date=2011-05-22. Läst 29 maj 2011.
14. ↑  ”Svensktoppen”. 29 maj 2011. http://sverigesradio.se/sida/topplista.aspx?programid=2023&date=2011-05-29. Läst 29 maj 2011.
15. ↑  ”Gobuz”. http://www.qobuz.com/album/forsta-dagen-pa-resten-av-mitt-liv-kikki-danielsson/0884977979411. Läst 13 april 2011.
16. ↑  ”Listplacering”. http://www.swedishcharts.com/showitem.asp?interpret=Kikki+Danielsson&titel=F%F6rsta+dagen+p%E5+resten+av+mitt+liv&cat=a. Läst 25 april 2011.